# Andrés Zaldívar

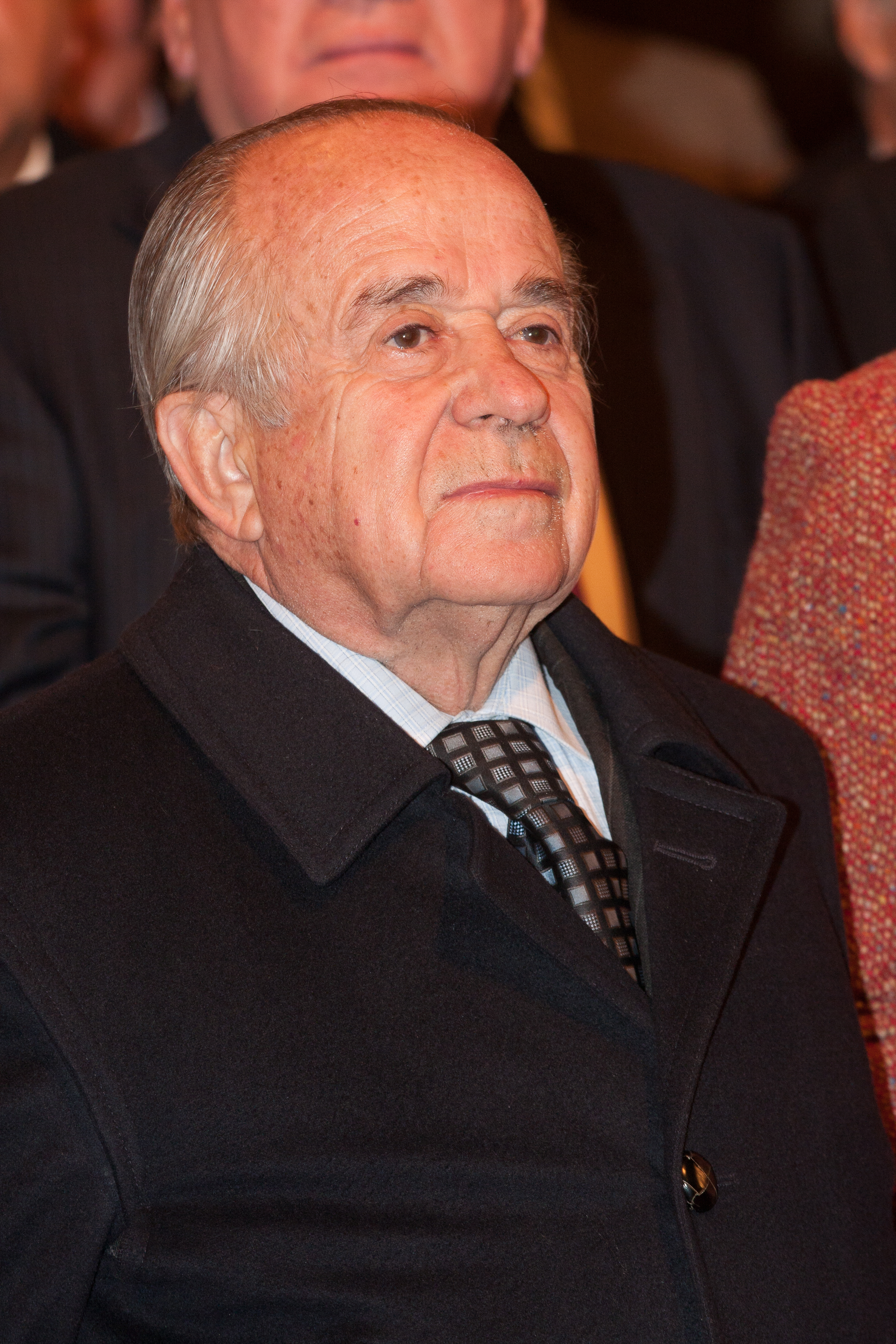
Andrés Zaldívar, 2011

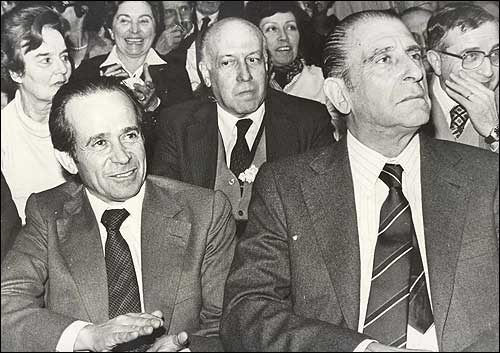
Andrés Zaldívar (links) mit Eduardo Frei Montalva, 1980

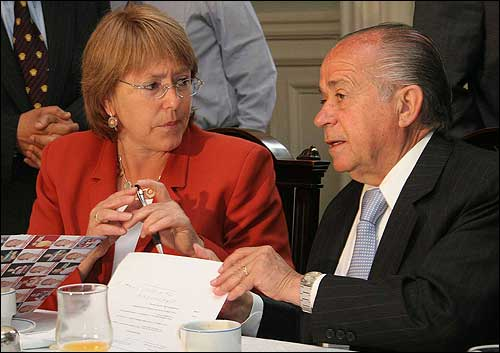
Zaldívar mit Michelle Bachelet, 2006

Andrés Zaldívar Larraín (* 18. März 1936 in Santiago de Chile) ist ein chilenischer Politiker.

## Leben
Er wurde als Sohn des Eisenbahners Alberto Zaldívar Errázuriz und Josefina Larraín Tejeda geboren. Er hatte sieben Brüder, darunter den späteren Abgeordneten Alberto Zaldívar Larraín und den späteren Senator Adolfo Zaldívar Larraín.
Nach dem Besuch der Grund- und Sekundarschule Instituto Alonso de Ercilla, Hermanos Maristas nahm er ein Studium der Rechtswissenschaften an der Universität von Chile auf. Er schloss sein Studium 1959 mit dem Titel eines Rechtsanwaltes ab. Von 1959 bis 1962 war er für die Stadt Colina tätig. 1962/1963 wirkte er als Richter in der Gemeinde La Cisterna.
Bereits 1952 war er der Partido Conservador Social Cristiano beigetreten, in der er auch Führungsaufgaben wahrnahm. 1956 wurde er Sekretär der Studentenorganisation Unión de Federaciones de Estudiantes Universitarios, außerdem nahm er für Chile am Internationalen Studentenkongress in Chicago teil. Am 28. Juli 1957 beteiligte er sich an der Gründung der Partido Demócrata Cristiano de Chile. Im dritten Bezirks Santiagos übernahm er die Präsidentschaft der Parteijugend. Bei den chilenischen Präsidentschaftswahlen 1964 engagierte er sich für die Wahlkampagne Eduardo Frei Montalvas. Er wirkte maßgeblich an der Erarbeitung des Wahlprogramms mit. Nach der Wahl Montalvas war er von 1964 bis 1967 Staatssekretär für Finanzen. 1968 wurde er chilenischer Minister für Wirtschaft, Entwicklung und Wiederaufbau. Zeitweise erstreckte sich seine Zuständigkeit dann auch auf Finanzen. Von 1968 bis 1970 war er als Nachfolger von Raúl Sáez Finanzminister. Zugleich war er auch Gouverneur der Entwicklungsbank Banco Interamericano de Desarrollo. Außerdem war er 1968/1969 Vertreter Chiles im Interamerikanischen Komitee der Alliance for Progress in Washington, D.C. und 1970 beim Wirtschafts- und Sozialausschuss in Caracas.
1969 kandidierte er, allerdings erfolglos für den Senat. Von 1970 bis 1973 arbeitete er als Berater für seine Partei, bis ihm 1973 der Einzug in den Senat gelang. Er gehörte dem Wirtschaftsausschuss an. Durch den Putsch in Chile 1973 vom 11. September 1973 kam es jedoch zur Errichtung einer Diktatur unter Augusto Pinochet und dem Ende des Mandats. Von 1975 bis 1982 war Zaldívar Vorsitzender seiner Partei, ab 1980 jedoch aus dem Exil. Er lebte mit seiner Familie in Madrid in Spanien. Von 1981 bis 1986 war er Vorsitzender der Christlich Demokratischen Internationalen. Er gehörte 1981 zu den Gründern des Forschungszentrums für Lateinamerika und Spanien (CIPIE), dessen Präsidentschaft er ebenfalls übernahm. 1983 kehrte er wieder nach Chile zurück und wirkte in der Führung seiner Partei mit, darunter von 1989 bis 1991 als Vorsitzender. 1988 engagierte er sich in einer Kampagne zur Durchführung einer Volksabstimmung.
Bei den Wahlen 1989 und 1997 wurde er wieder in den Senat gewählt. In der Legislaturperiode ab 1990 war er dabei Vorsitzender des Finanzausschusses. Vom 5. März 1998 bis zum 15. März 2004 war er Präsident des Senats. Im August 1998 wurde er als Präsidentschaftskandidat nominiert, unterlag 1999 jedoch in Vorwahlen Ricardo Lagos. Am 11. März 2006 wurde er unter Michelle Bachelet chilenischer Innenminister. Das Amt hatte er als Nachfolger von Francisco Vidal jedoch nur etwa vier Monate inne, ehe ihn Belisario Velasco ablöste. Von 2006 bis 2010 war er Vorsitzender des Verwaltungsrates der Universidad de Santiago de Chile. Außerdem war er Präsident der Chile-Korea-Gesellschaft.
Im Dezember 2009 erfolgte seine erneute Wahl in den Senat für die Amtszeit 2010 bis 2018. Er gehörte verschiedenen Ausschüssen, darunter dem Wirtschaftsausschuss, an. Auch war er Mitglied der Sonderkommission, die zur Bewältigung des Brandes von Valparaíso 2014 gebildet worden war. Vom 21. März 2017 bis 11. März 2018 war er Präsident des Senats.

## Familie
Andrés Zaldívar ist verheiratet und Vater von vier Töchtern. 